# Тупійські мови
Тупійська макросім'я (англ. Tupian) — індіанська мовна родина, поширена фактично по усій Бразилії. До неї відносять від 37 до 53 мов (різниця зумовлена розрізненням мов та діалектів). Ядром групи є родина тупі-гуарані котра складається з 8 гілок: гуарані, гуараю, власне тупійської, тапірапе, карбі, парінтітін, камаюра, тукунйапе. До гуаранійської гілки зокрема відносять одну з великих південноамериканських мов — парагвайську гуарані. Окрім мов тупі-гуарані до макрородини зараховують ще вісім окремих мов, генетичний статус яких остаточно не з'ясовано.